# Eridos Hios Combinatie
Eridos Hios Combinatie (afgekort: EHC) is een handbalvereniging uit Leidschendam-Voorburg, in de Nederlandse  provincie Zuid-Holland. In het seizoen 2021/2022 speelt het eerste herenteam in de eredivisie en het eerste damesteam in de regionale hoofdklasse.

## Geschiedenis
In 1948 werd de Haagse handbalvereniging H.I.O.S. opgericht. Een jaar later in 1949 kwam in Voorburg de vereniging Wilhelmus tot stand. De dames van deze club behaalden sportief gezien de hoogste eer door in het veldhandbal landskampioen te worden. Kort na Wilhelmus werd in 1951 in Leidschendam de vereniging R.K.H.V.L. opgericht. Wilhelmus en R.K.H.V.L. gingen in 1964 een fusie aan. Daarmee ontstond de vereniging Eridos. De laatste fusie stamt uit 1967. Toen gingen Eridos en H.I.O.S. in elkaar over onder de naam Eridos Hios Combinatie.
Sinds februari 2019 beschikt EHC over een eigen hal. De European Sports Dome is een Ballonhal. Deze staat Groene Zoom 4 in Den Haag.
In 2021 promoveerde de heren van EHC naar de eredivisie. EHC nam de plek van Quintus die naar de BENE-League ging.

## Erelijst
- 2014 1e
Hoofdklasse D
- 2015 4e
Tweede divisie A
- 2016 3e
Tweede divisie A
- 2017 11e
Eerste divisie
- 2018 10e
Eerste divisie
- 2019 9e
Eerste divisie
- 2020 6e
Eerste divisie
- 2021
Eerste divisie
- 2022 13e
Eredivisie
- 2023 13e
Eredivisie
- 2024 16e
Eredivisie

- Eredivisie
- Eerste divisie
- Tweede divisie
- Hoofdklasse

| Nationaal   |    |         |
| Hoofdklasse | 1x | 2013/14 |